# Королевский бельгийский институт естественных наук
Королевский бельгийский институт естественных наук (нидерл. Koninklijk Belgisch Instituut voor Natuurwetenschappen, фр. Institut royal des Sciences naturelles de Belgique) — научно-исследовательский институт, расположенный в Брюсселе (Бельгия). В институте, основанном в 1846 году, работает около 160 учёных. Наиболее известное подразделение института — Музей естественных наук (нидерл. Museum voor Natuurwetenschappen, фр. Muséum des Sciences naturelles), располагающий крупнейшей в Европе коллекцией динозавров.

## Институт
Институт основан 31 марта 1846 года как Королевский музей естественной истории. Основой для его создания послужил Кабинет физики и естественной истории Королевского зоологического общества, в свою очередь основанный Карлом Александром Лотарингским уже в 1751 году. Первоначально музей размещался на Мюзеюмплейн в Брюсселе, но в 1891 год в связи с нехваткой места был перенесён в новое здание в Леопольд-парке (первоначально возводившееся для монастыря, а в дальнейшем приобретённое Королевским обществом зоологии). Это здание, с тех пор также сильно расширенное, он использует и в начале XXI века. В 1948 году, чтобы подчеркнуть научный характер учреждения, оно было переименовано в Королевский институт естественных наук.
Научный штат института насчитывает 160 учёных-исследователей. Институт ведёт исследования в области биоразнообразия и экологии. В его ведении также находятся океанографическое судно, собрания геологических и горнопромышленных карт и национальные зоологические, антропологические и геологические коллекции (см. Музей).

## Музей
Коллекция Музея естественной истории, уже достаточно большая к середине 1870-х годов (на тот момент она включала в том числе реконструированный скелет мамонта), в 1878 году пополнилась множеством габаритных экспонатов, когда в Берниссаре были обнаружены многочисленные скелеты игуанодонов. После переезда в Леопольд-парк здание старого монастыря тоже оказалось недостаточно большим для музея, и по заказу тогдашнего директора музея Эдуара Дюпона архитектором Шарлем-Эмилем Жанле к неороманскому зданию было пристроено новое крыло в эклектичном стиле длиной почти 100 м и высотой в несколько этажей. Южное крыло, включавшее отдельный выставочный зал для игуанодонов, открылось для публики в 1905 году. Планировалась также постройка северного крыла для коллекций из Бельгийского Конго, но они в итоге были размещены в открывшемся в 1910 году Колониальном музее в Тервюрене.
В 1930 годы по инициативе директора Виктора ван Стралена было предпринято новое расширение помещений института и музея. Проект был поручен архитектору Люсьену де Вестелу. Первоначальный план включал постройку нового модернистского многоэтажного здания для института, соединяемого со старым полукруглой галереей вокруг «крыла Жанле», снос крыла старого монастыря и строительство параллельно «крылу Жанле» здания государственного геологического ведомства. Строительство продолжалось 20 лет, до 1955 года; причиной задержек стали Вторая мировая война и нехватка государственного финансирования. В итоге башня для института была завершена лишь в 1980-е году, но без соединительной галереи, а здание монастыря сохранено в его историческом виде. Здание геологической службы, с 2002 года ставшей частью Королевского института, было построено на улице Еннерстрат так, чтобы не разрушать историческое сооружение.
В общей сложности количество единиц хранения составляет 37 миллионов, что делает коллекцию музея третьей по объёму среди естественнонаучных музеев Европы; более крупные собрания находятся только в Лондоне и Париже. Площадь постоянных экспозиций музея составляет 16 000 м²; кроме того, он располагает двумя залами для временных выставок площадью 700 и 100 м². Его галерея динозавров является крупнейшей в Европе. В 2020 году открывается новая галерея «Живая планета», темой экспозиции которой станет потеря биоразнообразия на Земле. Другие важные экспонаты включают:
- скелет мамонта, найденный в 1860 году в Лире и реконструированный в 1869 году Луи де Пау (впоследствии реконструировавшим и берниссарских игуанодонов);
- материалы, собранные во время Бельгийской антарктической экспедиции 1897—1899 годов;
- 18-килограммовый метеорит-хондрит, найденный в начале 2010-х годов на Нансеновском ледяном поле в Антарктиде;
- кость Ишанго — артефакт возрастом около 20 тысяч лет, найденный в 1950 году в Бельгийском Конго и, вероятно, представляющий собой древнее счётное приспособление.

В год через музей проходят 340 тысяч посетителей, из которых чуть менее трети составляют участники школьных экскурсий.